# Lochmaeocles congener
Lochmaeocles congener là một loài bọ cánh cứng trong họ Cerambycidae.